# 愛衣
愛衣（あい、朝: 아이, 本名：非公表、1988年10月2日 - ）は、群馬県出身の日本の元グラビアアイドル。

## 所属事務所
1. ビースター
2. フィットワン

## 来歴
- 2005年、グラビアデビュー。芸名は雑誌『sabra』誌上で募集し、300通以上の応募から選ばれた[1]。
- 『週刊ヤングマガジン』『ヤングアニマル』などで巻頭グラビアを飾り、2006年には『ヤングチャンピオン烈』創刊号で巻頭グラビアを飾った[2]。
- 2007年3月、高校を卒業。
- 2012年9月時点で、所属事務所のウェブサイトに名前はあるものの、公式ブログはアクセスできない状態となる。
- 2014年7月時点で、所属事務所のウェブサイトからも名前が削除され、以降の芸能活動は確認されていない。

## 人物
- 母方の祖父がロシア人と韓国人のハーフ[3]。
- 趣味 - 「パスタに何をかければおいしいか」という研究、音楽鑑賞
- 特技 - 新体操、体がやわらかいこと
- 好きなアーティスト - Mr.Children、ブラック・アイド・ピーズ
- 愛犬家で犬を飼っているが、自身は犬アレルギー[4]。

## 出演

### バラエティ番組
- ミスマガ!#06（2006年8月、GyaO）
- アニちゃんねる! 愛衣のドキドキ放送部（2007年8月 - 2008年3月、CS・TBSチャンネル）
- なるトモ!（2008年1月22日、読売テレビ） ゲスト出演
- AKIBA16エンタメTV（2011年1月20日 - 3月24日、あっ!とおどろく放送局）
- 浜ちゃんが!（2011年3月10日、読売テレビ（日本テレビは2011年3月9日））
- 女神降臨（2011年6月26日、MONDO TV）

### テレビドラマ
- 漫画喫茶都市伝説 呪いのマンナさん（2008年6月3日 - 8月19日、BS-i） - 主演・シズカ役
- ゴーストフレンズ（2009年4月2日 - 6月11日、NHK） - 三島ユイ役
- 歌セラ 第5回「女っつーのは」（2010年、TUY・TBC・HBCほか）

### テレビアニメ (声優)
- 逮捕しちゃうぞ フルスロットル（第3期）（2008年1月31日、TBS系列） - 第16話にてさゆり役

### 映画
- ヨムトシヌ DEATH COMIC PART 1（2009年3月28日公開）
- ヨムトシヌ DEATH COMIC PART 2（2009年4月4日公開）

### 舞台
- Alice in Deadly School（2010年10月14日 - 17日、品川・六行会ホール） - 墨尾優役

### キャンペーン
- 東芝「HDD&DVDレコーダー」HD DVD店頭用PV、ナビゲートガール

### WEB
- Webマガジン 月刊チャージャー 2010年10月号（Yahoo! JAPAN）

## 作品

### 写真集
1. 海と森と愛衣と（2006年7月31日、講談社、撮影：木村晴）ISBN 4-063-64668-8-<特別付録>ミニ写真集「海と森と愛衣と」
2. 愛衣の、カタチ（2007年7月19日、学研パブリッシング、撮影：上野勇）ISBN 4-054-03361-X
3. 愛衣doll（2008年7月31日、講談社、撮影：木村晴）ISBN 4-063-64726-9
4. Home Sweet Home（2009年7月15日、小学館、撮影：野村誠一）ISBN 4-091-03075-0
5. Ai Life（2010年6月19日、ワニブックス、撮影：根本好伸）ISBN 4-847-04287-5

### DVD
1. 空と島と愛衣と（2006年9月22日、リバプール）
2. 愛衣の、キモチ（2007年9月26日、学習研究社）
3. 愛衣 ♥ mode（2008年10月24日、リバプール）
4. 愛衣 Memory（2009年11月20日、アドバンスエージェンシー）
5. 愛衣日和（2010年7月20日、ワニブックス）
6. あいたい（2010年10月20日、ラインコミュニケーションズ）
7. I wish（2011年4月8日、竹書房）
8. 愛衣してる??（2011年10月2日、イーネット・フロンティア）

### トレーディングカード
1. BOMBカードリミテッド（2007年11月17日、学研）
2. 愛衣×2かさ（2009年3月28日、さくら堂）